# Coupe du monde d'escalade de 2017
Navigation
28e édition 30e édition
La coupe du monde d'escalade de 2017 est la 29e édition de la coupe du monde d'escalade. En 2017, cette série d'épreuves débute le 7 avril et se termine le 12 novembre. Cette compétition compte quinze étapes comprenant huit épreuves de difficulté, sept épreuves de bloc et sept épreuves de vitesse.

## Classement général
| Catégories | Or                 | Or          | Argent                    | Argent     | Bronze             | Bronze     |
| ---------- | ------------------ | ----------- | ------------------------- | ---------- | ------------------ | ---------- |
| Difficulté | Romain Desgranges  | 443 points  | Stefano Ghisolfi          | 382 points | Keiichiro Korenaga | 339 points |
| Difficulté | Janja Garnbret (2) | 665 points  | Jain Kim                  | 525 points | Anak Verhoeven     | 444 points |
| Bloc       | Jongwon Chon (2)   | 453 points  | Tomoa Narasaki            | 404 points | Aleksei Rubtsov    | 399 points |
| Bloc       | Shauna Coxsey (2)  | 560 points  | Janja Garnbret            | 470 points | Akiyo Noguchi      | 381 points |
| Vitesse    | Vladislav Deulin   | 470 points  | Reza Alipourshenazandifar | 354 points | Ludovico Fossali   | 346 points |
| Vitesse    | Anouck Jaubert     | 545 points  | Iuliia Kaplina            | 525 points | Mariia Krasavina   | 395 points |
| Combiné    | Tomoa Narasaki     | 571 points  | Jongwon Chon              | 564 points | Kokoro Fujii       | 489 points |
| Combiné    | Janja Garnbret (2) | 1135 points | Jain Kim                  | 626 points | Shauna Coxsey      | 607 points |

## Étapes
| Dates                               | Lieu            | Difficulté | Bloc     | Vitesse  |
| ----------------------------------- | --------------- | ---------- | -------- | -------- |
| 7 avril 2017-8 avril 2017           | Meiringen       | -          | X        | -        |
| 22 avril 2017-23 avril 2017         | Chongqing       | -          | X        | X        |
| 29 avril 2017-30 avril 2017         | Nanjing         | -          | X        | X        |
| 6 mai 2017-7 mai 2017               | Hachioji, Tokyo | -          | X        | -        |
| 9 juin 2017-10 juin 2017            | Vail            | -          | X        | -        |
| 24 mai 2017-25 mai 2017             | Navi Mumbai     | -          | X        | -        |
| 7 juillet 2017-8 juillet 2017       | Villars         | X          | -        | X        |
| 12 juillet 2017-13 juillet 2017     | Chamonix        | X          | -        | -        |
| 28 juillet 2017-29 juillet 2017     | Briançon        | X          | -        | -        |
| 18 août 2017-19 août 2017           | Munich          | -          | X        | -        |
| 25 août 2017-26 août 2017           | Arco            | X          | -        | X        |
| 23 septembre 2017-24 septembre 2017 | Édimbourg       | X          | -        | X        |
| 7 octobre 2017-8 octobre 2017       | Wujiang         | X          | -        | X        |
| 14 octobre 2017-15 octobre 2017     | Xiamen          | X          | -        | X        |
| 11 novembre 2017-12 novembre 2017   | Kranj           | X          | -        | -        |
| Total : 15 étapes                   |                 | 8 étapes   | 7 étapes | 7 étapes |

## Podiums des étapes

### Difficulté

#### Hommes
| Étapes       | Lieu                        | Or                    | Argent             | Bronze             |
| ------------ | --------------------------- | --------------------- | ------------------ | ------------------ |
| 7 juillet    | Villars (Suisse)            | Romain Desgranges (3) | Domen Skofic       | Fedir Samoilov     |
| 12 juillet   | Chamonix (France)           | Marcello Bombardi     | Keiichiro Korenaga | Yuki Hada          |
| 28 juillet   | Briançon (France)           | Romain Desgranges (4) | Sean McColl        | Stefano Ghisolfi   |
| 25 août      | Arco (Italie)               | Jakob Schubert (15)   | Adam Ondra         | Max Rudigier       |
| 23 septembre | Édimbourg (Grande-Bretagne) | Romain Desgranges (5) | Stefano Ghisolfi   | Jakob Schubert     |
| 7 octobre    | Wujiang (Chine)             | Stefano Ghisolfi (3)  | Tomoa Narasaki     | Hanwool Kim        |
| 14 octobre   | Xiamen (Chine)              | Keiichiro Korenaga    | Tomoa Narasaki     | YuFei Pan          |
| 11 novembre  | Kranj (Slovénie)            | Jakob Schubert (16)   | Alexander Megos    | Dmitrii Fakirianov |

#### Femmes
| Étapes       | Lieu                        | Or                  | Argent             | Bronze               |
| ------------ | --------------------------- | ------------------- | ------------------ | -------------------- |
| 7 juillet    | Villars (Suisse)            | Janja Garnbret (5)  | Mina Markovic      | Anak Verhoeven       |
| 12 juillet   | Chamonix (France)           | Janja Garnbret (6)  | Jain Kim           | Anak Verhoeven       |
| 28 juillet   | Briançon (France)           | Janja Garnbret (7)  | Anak Verhoeven     | Jain Kim             |
| 25 août      | Arco (Italie)               | Jain Kim (26)       | Anne-Sophie Koller | Janja Garnbret       |
| 23 septembre | Édimbourg (Grande-Bretagne) | Janja Garnbret (8)  | Jessica Pilz       | Jain Kim             |
| 7 octobre    | Wujiang (Chine)             | Janja Garnbret (9)  | Jain Kim           | Julia Chanourdie     |
| 14 octobre   | Xiamen (Chine)              | Anak Verhoeven (3)  | Ashima Shiraishi   | Janja Garnbret       |
| 11 novembre  | Kranj (Slovénie)            | Janja Garnbret (10) | Jain Kim           | Molly Thompson-Smith |

### Bloc

#### Hommes
| Étapes   | Lieu               | Or                  | Argent          | Bronze           |
| -------- | ------------------ | ------------------- | --------------- | ---------------- |
| 7 avril  | Meiringen (Suisse) | Kokoro Fujii (3)    | Aleksei Rubtsov | Keita Watabe     |
| 22 avril | Chongqing (Chine)  | Jongwon Chon (3)    | Tomoa Narasaki  | Aleksei Rubtsov  |
| 29 avril | Nanjing (Chine)    | Keita Watabe        | Tomoa Narasaki  | Jernej Kruder    |
| 6 mai    | Tokyo (Japon)      | Aleksei Rubtsov (3) | Tomoa Narasaki  | Keita Watabe     |
| 9 juin   | Vail (États-Unis)  | Jongwon Chon (4)    | Meichi Narasaki | Yoshiyuki Ogata  |
| 24 juin  | Navi Mumbai (Inde) | Jongwon Chon (5)    | Rei Sugimoto    | Aleksei Rubtsov  |
| 18 août  | Munich (Allemagne) | Jan Hojer (6)       | Tomoa Narasaki  | Taisei Ishimatsu |

#### Femmes
| Étapes   | Lieu               | Or                 | Argent             | Bronze        |
| -------- | ------------------ | ------------------ | ------------------ | ------------- |
| 7 avril  | Meiringen (Suisse) | Shauna Coxsey (8)  | Katharina Saurwein | Miho Nonaka   |
| 22 avril | Chongqing (Chine)  | Janja Garnbret     | Shauna Coxsey      | Akiyo Noguchi |
| 29 avril | Nanjing (Chine)    | Shauna Coxsey (9)  | Janja Garnbret     | Miho Nonaka   |
| 6 mai    | Tokyo (Japon)      | Janja Garnbret (2) | Akiyo Noguchi      | Miho Nonaka   |
| 9 juin   | Vail (États-Unis)  | Shauna Coxsey (10) | Akiyo Noguchi      | Miho Nonaka   |
| 24 juin  | Navi Mumbai (Inde) | Shauna Coxsey (11) | Miho Nonaka        | Akiyo Noguchi |
| 18 août  | Munich (Allemagne) | Janja Garnbret (3) | Shauna Coxsey      | Akiyo Noguchi |

### Vitesse

#### Hommes
| Étapes       | Lieu                        | Or                            | Argent                    | Bronze              |
| ------------ | --------------------------- | ----------------------------- | ------------------------- | ------------------- |
| 22 avril     | Chongqing (Chine)           | Vladislav Deulin              | Stanislav Kokorin         | Danyil Boldyrev     |
| 29 avril     | Nanjing (Chine)             | Reza Alipourshenazandifar (4) | Aleksandr Shikov          | Vladislav Deulin    |
| 7 juillet    | Villars (Suisse)            | Reza Alipourshenazandifar (5) | Stanislav Kokorin         | Vladislav Deulin    |
| 28 août      | Arco (Italie)               | Vladislav Deulin (2)          | Reza Alipourshenazandifar | Ludovico Fossali    |
| 23 septembre | Édimbourg (Grande-Bretagne) | Ludovico Fossali              | Stanislav Kokorin         | Leonardo Gontero    |
| 7 octobre    | Wujiang (Chine)             | Aleksandr Shikov              | Aspar Jaelolo             | Sabri Sabri         |
| 14 octobre   | Xiamen (Chine)              | Vladislav Deulin (3)          | Aspar Jaelolo             | Kostiantyn Pavlenko |

#### Femmes
| Étapes       | Lieu                        | Or                  | Argent               | Bronze            |
| ------------ | --------------------------- | ------------------- | -------------------- | ----------------- |
| 22 avril     | Chongqing (Chine)           | Iuliia Kaplina (9)  | Mariia Krasavina     | Alla Marenych     |
| 29 avril     | Nanjing (Chine)             | Iuliia Kaplina (10) | Mariia Krasavina     | Anouck Jaubert    |
| 7 juillet    | Villars (Suisse)            | Anouck Jaubert (8)  | Iuliia Kaplina       | Mariia Krasavina  |
| 28 août      | Arco (Italie)               | Anouck Jaubert (9)  | Iuliia Kaplina       | Anna Tsyganova    |
| 23 septembre | Édimbourg (Grande-Bretagne) | Anouck Jaubert (10) | Mariia Krasavina     | Iuliia Kaplina    |
| 7 octobre    | Wujiang (Chine)             | Iuliia Kaplina (11) | Anouck Jaubert       | Elizaveta Ivanova |
| 14 octobre   | Xiamen (Chine)              | Anouck Jaubert (11) | Aries Susanti Rahayu | Anna Tsyganova    |

## Classements

### Bloc
| Place | Grimpeur       | Étape de coupe du monde | Étape de coupe du monde | Étape de coupe du monde | Étape de coupe du monde | Étape de coupe du monde | Étape de coupe du monde | Étape de coupe du monde | Total de points |
| Place | Grimpeur       | [ 1 ]                   | [ 2 ]                   | [ 3 ]                   | [ 4 ]                   | [ 5 ]                   | [ 6 ]                   | [ 7 ]                   | Total de points |
| ----- | -------------- | ----------------------- | ----------------------- | ----------------------- | ----------------------- | ----------------------- | ----------------------- | ----------------------- | --------------- |
| 1re   | Shauna Coxsey  | 100 (1re)               | 80 (2e)                 | 100 (1re)               | 55 (4e)                 | 100 (1re)               | 100 (1re)               | 80 (2e)                 | 560             |
| 2e    | Janja Garnbret | 47 (6e)                 | 100 (1re)               | 80 (2e)                 | 100 (1re)               | 43 (7e)                 | -                       | 100 (1re)               | 470             |
| 3e    | Akiyo Noguchi  | 9 (21e)                 | 65 (3e)                 | 26 (13e)                | 80 (2e)                 | 80 (2e)                 | 65 (3e)                 | 65 (3e)                 | 381             |
| 4e    | Miho Nonaka    | 65 (3e)                 | 37 (9e)                 | 65 (3e)                 | 65 (3e)                 | 65 (3e)                 | 80 (2e)                 | 34 (10e)                | 377             |
| 5e    | Petra Klingler | 51 (5e)                 | 43 (7e)                 | 37 (9e)                 | 47 (6e)                 | 47 (6e)                 | 55 (4e)                 | 47 (6e)                 | 290             |
| 6e    | Staša Gejo     | 55 (4e)                 | 47 (6e)                 | 34 (10e)                | 40 (8e)                 | 3 (27e)                 | -                       | 55 (4e)                 | 234             |
| 7e    | Katja Kadic    | 20 (16e)                | 31 (11e)                | 43 (7e)                 | 9 (21e)                 | 51 (5e)                 | 51 (5e)                 | 31 (11e)                | 227             |
| 8e    | Michaela Tracy | 43 (7e)                 | 22 (15e)                | 31 (11e)                | 34 (10e)                | 34 (10e)                | 26 (13e)                | 21 (15e)                | 190             |
| 9e    | Fanny Gibert   | 40 (8e)                 | 28 (12e)                | 28 (12e)                | 51 (5e)                 | -                       | -                       | 40 (8e)                 | 187             |
| 10e   | Aya Onoe       | 0 (35e)                 | 9 (21e)                 | 51 (5e)                 | 27 (12e)                | 31 (11e)                | 47 (6e)                 | 0 (43e)                 | 165             |

| - Vainqueur - 2e place - 3e place | - Finaliste - Demi-finaliste - Classé, dans les points | - Classé, hors des points - Disqualifié (Dq.) - N'a pas participé ( - ) |

## Autres compétitions mondiales de la saison

### Jeux mondiaux 2017

#### Difficulté

##### Hommes
| Étapes     | Lieu              | Or                 | Argent    | Bronze      |
| ---------- | ----------------- | ------------------ | --------- | ----------- |
| 21 juillet | Wrocław (Pologne) | Keiichiro Korenaga | Yuki Hada | Sean McColl |

##### Femmes
| Étapes     | Lieu              | Or             | Argent         | Bronze           |
| ---------- | ----------------- | -------------- | -------------- | ---------------- |
| 21 juillet | Wrocław (Pologne) | Anak Verhoeven | Janja Garnbret | Julia Chanourdie |

#### Bloc

##### Hommes
| Étapes     | Lieu              | Or              | Argent    | Bronze         |
| ---------- | ----------------- | --------------- | --------- | -------------- |
| 21 juillet | Wrocław (Pologne) | Yoshiyuki Ogata | Jan Hojer | Alexey Rubtsov |

##### Femmes
| Étapes     | Lieu              | Or         | Argent      | Bronze       |
| ---------- | ----------------- | ---------- | ----------- | ------------ |
| 21 juillet | Wrocław (Pologne) | Staša Gejo | Miho Nonaka | Fanny Gibert |

#### Vitesse

##### Hommes
| Étapes     | Lieu              | Or                        | Argent          | Bronze            |
| ---------- | ----------------- | ------------------------- | --------------- | ----------------- |
| 21 juillet | Wrocław (Pologne) | Reza Alipourshenazandifar | Danyil Boldyrev | Stanislav Kokorin |

##### Femmes
| Étapes     | Lieu              | Or             | Argent         | Bronze         |
| ---------- | ----------------- | -------------- | -------------- | -------------- |
| 21 juillet | Wrocław (Pologne) | Iuliia Kaplina | Anouck Jaubert | Anna Tsyganova |